# Сухая Балка (Восточно-Казахстанская область)
Сухая Балка (каз. Сухая Балка) — упразднённое село в Уланском районе Восточно-Казахстанской области Казахстана.

## История
Немецко-русское село основано в 1912 г. в урочище Конурлытас. До 1917 – Семипалатинская обл., УстьКаменогорский у., Велико-Дмитриевская вол.; в сов. период – Восточно-Казахстанская обл.,
Глубоковский/Таврический/Пролетарский р-н. У с. Пролетарское, к сев.-зап. от Усть-Каменогорска. Земли 756 дес. (1916). Жит.: 290 (1926). 
Исключено из учетных данных в 1980-х годах.

## Население
| год     | 1926 | 1976 |
| ------- | ---- | ---- |
| человек | 236  | 55   |